# Красная Роща (Свердловский район)
Красная Роща — посёлок в Свердловском районе Орловской области. Входит в состав Никольского сельского поселения.

## География
Уличная сеть представлена одним объектом: Лесная улица. 
Географическое положение: в 23 километрах от районного центра — посёлка городского типа Змиёвка, в 35 километрах от областного центра — города Орёл и в 361 километре от столицы — Москвы.

## Население
| 2010 |
| ---- |
| 41   |